# 타카하시 야시치로
타카하시 야시치로(高橋弥七郎 타카하시 야시치로우[*])는 일본의 라이트 노벨 작가이다. 오사카부 출신이다. 대표작 '작안의 샤나'는 2000년 이후 라이트 노벨의 대표작으로 손꼽히는 작품으로, 시리즈 누계 발행 부수(2009년 11월 현재 750만 부) 1, 2위를 다투고 있다. 이의 미디어 믹스화에서 각본 등으로 작업하기도 한다.

## 약력
- 2002년 4월 전격 게임 소설 대상에 응모한 '에쿠스타 미네타 A/B(エクスターミネーターA/B)'(발간시에는 'A/B 익스트림(A/Bエクストリーム)')로 심사위원 장려상을 수상했고, 이 작품으로 전격 문고에 데뷔했다.
- SF의 난해한 설정과 캐릭터 성비율(남성캐릭터에 치중)로 인해 판매가 부진했다.
- 2002년 12월 작안의 샤나(전격 문고)에서 'Boy Meets Girl', '학원' 요소 등을 도입하였고, 대인기 작품이 되어 현재에 이른다.

## 인물
- 'A/B 익스트림'은 2권에서 중단되었지만, '작안의 샤나' 판매 성황에 힘입어 계속 발간할 권리를 얻었다.
- '작안의 샤나'에서 라디오 각본, 게임 텍스트, 애니메이션 시리즈 구성 협력 등도 하고 있다.
- 만화가 아라카와 히로무와는 아마추어 시절부터 친구로, 해설집 '작안의 샤나의 모든 것'에 그의 메시지 란이 있다.
- 특촬 히어로 쇼를 좋아하는 것으로 알려져 있으며 1996년 방영된 '초광전사 체인저리온(超光戦士シャンゼリオン)'의 소재가 반드시 들어간다.
- 작품 후기에는 묘사면과 내용면의 두 가지 측면의 테마를 항상 기록한다.

## 작품
- A/B 익스트림 시리즈
- 작안의 샤나 시리즈
- 박살천사 도쿠로 짱입니다 (박살천사 도쿠로 추모 소설)
- 호시나리 에코즈 (메인 스토리 담당)

## 같이 보기
- 이토 노이지
- 전격 소설 대상